# Rue Antoine-Van-Dyck
Pour les articles homonymes, voir Rue Van-Dyck.
La rue Antoine-Van-Dyck est une voie de Toulouse, chef-lieu de la région Occitanie, dans le Midi de la France.

## Situation et accès

### Description
La rue Antoine-Van-Dyck est une voie publique. Elle se trouve dans le quartier des Trois-Cocus.
Elle naît perpendiculairement à la route de Launaguet. D'abord orientée à l'est, elle donne naissance à la rue Raphaël, qu'elle reçoit ensuite, après avoir longé le stade Rigal. Elle oblique alors au sud-est pour rejoindre la rue des Chamois. Elle est prolongée à l'est par cette même rue.
La chaussée compte une voie de circulation automobile dans chaque sens. Elle appartient à une zone 30 et la vitesse y est limitée à 30 km/h. Il n'existe pas d'aménagement cyclable.

### Voies rencontrées
La rue Antoine-Van-Dyck rencontre les voies suivantes, dans l'ordre des numéros croissants (« g » indique que la rue se situe à gauche, « d » à droite) :
1. Route de Launaguet
2. Rue Raphaël (g)
3. Rue Raphaël (g)
4. Rue des Chamois (d)

### Transports
La rue Antoine-Van-Dyck est parcourue par la ligne de bus 60. Plus loin, le long du chemin des Izards et au niveau de la place Micoulaud, se trouvent la station Trois-Cocus de la ligne de métro , ainsi que les arrêts des lignes de bus 4160.
Il existe une station de vélos en libre-service VélôToulouse : la station no 261 (6 rue Antoine-Van-Dyck).

## Odonymie
La rue est nommée en hommage à Antoine van Dyck (1599-1641), peintre et graveur flamand. D'ailleurs, plusieurs de ses œuvres sont conservées au musée des Augustins, le Christ aux anges et le Miracle de la mule, et à la Fondation Bemberg, le portrait de Lady Dorothy Dacre.

## Histoire

### XIXesiècleet première moitié duXXesiècle
Au début du XXe siècle, le quartier des Trois-Cocus conserve encore un visage profondément rural. Plusieurs fermes exploitent les terres agricoles qui s'étendent entre la route de Launaguet et le chemin des Izards, telle la ferme Bignal. En 1930, un premier groupe de maisons, le lotissement Bignal, est aménagé sur le chemin des Izards, desservi par la rue et l'impasse des Violettes (actuelle rue Jean-Honoré-Fragonard).

### Deuxième moitié duXXesiècle
Après la Seconde Guerre mondiale, dans un contexte de crise du logement, la municipalité socialiste de Raymond Badiou se préoccupe de la construction de logements modernes. En effet, la ville de Toulouse, si elle n'a pas souffert des destructions de la guerre, est confrontée à une situation difficile, malgré la politique volontaire de cités-jardins et d'habitations à bon marché portée dans l'entre-deux-guerres par Étienne Billières et l'office public de l'habitat à bon marché (OPHBM). En 1955, l'office public de l'habitat à loyer modéré (OPHLM) de la ville porte le projet de la cité Raphaël, un ensemble immobilier essentiellement destiné à loger des « gens du voyage » : il s'agit de construire une cinquantaine de « barres » de maisons mitoyennes avec jardin, pour un total de 120 logements. Il est desservi depuis la route de Launaguet par deux nouvelles voies, nommées d'après deux peintres : Raphaël et Van-Dyck. Au cœur de l'ensemble, le terrain, laissé vague, est aménagé en 1962 pour créer un stade de football – il prend par la suite le nom de Georges Rigal.
Dans les années 1960, la politique de construction de logements se poursuit dans le quartier des Trois-Cocus. Entre 1963 et 1965, la première tranche de la cité des Izards est construite le long de la nouvelle rue des Chamois, tracée depuis le chemin des Izards – il faut cependant attendre 1966 pour qu'elle soit reliée à la rue Antoine-Van-Dyck. Entre 1968 et 1969, la maison du campagne du séminaire est démolie et le terrain dévolu à un collège d'enseignement technique (actuel lycée professionnel Urbain-Vitry, no 150 route de Launaguet).
Dans les années 1970, la cité Raphaël, vieillissante, est progressivement démolie. En 1974, la barre de maisons mitoyennes qui s'élève au sud de la rue Antoine-Van-Dyck est abattue, puis remplacée par deux nouveaux immeubles de 68 logements, élevés en 1977 (actuels no 2-6 et 8-14 rue Antoine-Van-Dyck). Dans le même temps, sur un espace laissé libre à l'angle de la route de Launaguet, un troisième immeuble est construit perpendiculairement à la rue Antoine-Van-Dyck, tandis qu'un autre bâtiment permet d'abriter un foyer d'accueil, L'Amitié - L'Espérance, et un restaurant pour les personnes âgées du quartier (actuel no 1 rue Antoine-Van-Dyck). Entre 1978 et 1983, les autres maisons de la cité Raphaël sont démolies à leur tour, tandis que de nouvelles maisons sont construites. Elles sont regroupées en grappes, desservies par des impasses qui reçoivent des noms de peintres – Fernand-Léger, Raoul-Dufy, Raphaël, Donatello.

## Patrimoine et lieux d'intérêt

### Espaces verts
- jardin Jacky-Boquet.
- stade Georges-Rigal.